# Effnertunnel
Der Effnertunnel ist ein Straßentunnel in München. Der Tunnel ist Teil des Effnerplatzes und des Mittleren Ringes. Er hat eine Länge von 100 Meter. Die Eröffnung fand am 20. Dezember 2006 statt.

## Lage
Der Effnertunnel liegt gut drei Kilometer nordöstlich des Münchner Stadtzentrums im Stadtbezirk Bogenhausen. Zusammen mit dem Richard-Strauss-Tunnel ist er Teil einer 2,5 Kilometer langen Neubaustrecke „Mittlerer Ring Ost“. Der Tunnel besitzt zwei Röhren.

## Verlauf
Am Ende des Isarringes befindet sich die nordwestliche Zufahrt zum Tunnel. Die vierspurige Hauptfahrtrichtung führt über den Mittleren Ring Richtung Schwabing. Die Ein- und Ausfahrten zweigen zum Effnerplatz ab. Der Tunnel führt unter dem Effnerplatz hindurch. Nach 100 Metern befindet sich das südöstliche Tunnelportal. Hier beginnt die Richard-Strauss-Straße von der Anschluss über den Richard-Strauss-Tunnel hier hat die Strecke Anschluss in die Stadtbezirke Ramersdorf-Perlach und Trudering-Riem hat.

## Geschichte

Effnerplatz mit Effnertunnel (24. Januar 2008)

### Vor dem Tunnelbau
Vor dem Bau des Tunnels wurde der Verkehr des Mittleren Ringes über den Effnerplatz geleitet. Dadurch war dieser ein Nadelöhr im täglichen Berufsverkehr der Stadt München.

### Planung und Bau des Tunnels
Im Projekt Mittlerer Ring Ost war das Baulos 3 der Effnertunnel. Bevor der Bau des Tunnels begonnen werden konnte, mussten einige Vorleistungen erbracht werden. Diese begannen im Jahr 2000. Es wurden Versorgungsleitungen unter dem Platz aus dem künftigen Tunnelbereich heraus verlegt. Als unmittelbare Bauvorleistung wurden Anfang 2003 die Bäume auf dem Effnerplatz gefällt.
Mit den Bauarbeiten begonnen wurde an allen drei Losen des Projektes gleichzeitig. Es wurde ab 2003 zuerst die Tunneldecke errichtet. Dazu mussten mehrere provisorische Fahrbahnen, Geh- und Radelwege im Kreuzungsbereich angelegt werden. Dabei musste gewährleistet sein, dass auf dem Effnerplatz mindestens zwei Fahrspuren pro Fahrtrichtung zur Verfügung stehen.
Die Arbeiten an der Tunneldecke waren bis Mitte 2005 abgeschlossen. Bis Ende 2005 wurde der Aushub des darunter liegenden Erdreiches entfernt und der Rohbau des Tunnels fertiggestellt. Der technische Innenausbau entstand bis Herbst 2006. Am 20. Dezember 2006 wurde der Tunnel für den Straßenverkehr freigegeben. Auf der Tunneldecke wurde im Januar 2011 die Skulptur Mae West errichtet.

## Betrieb des Tunnels

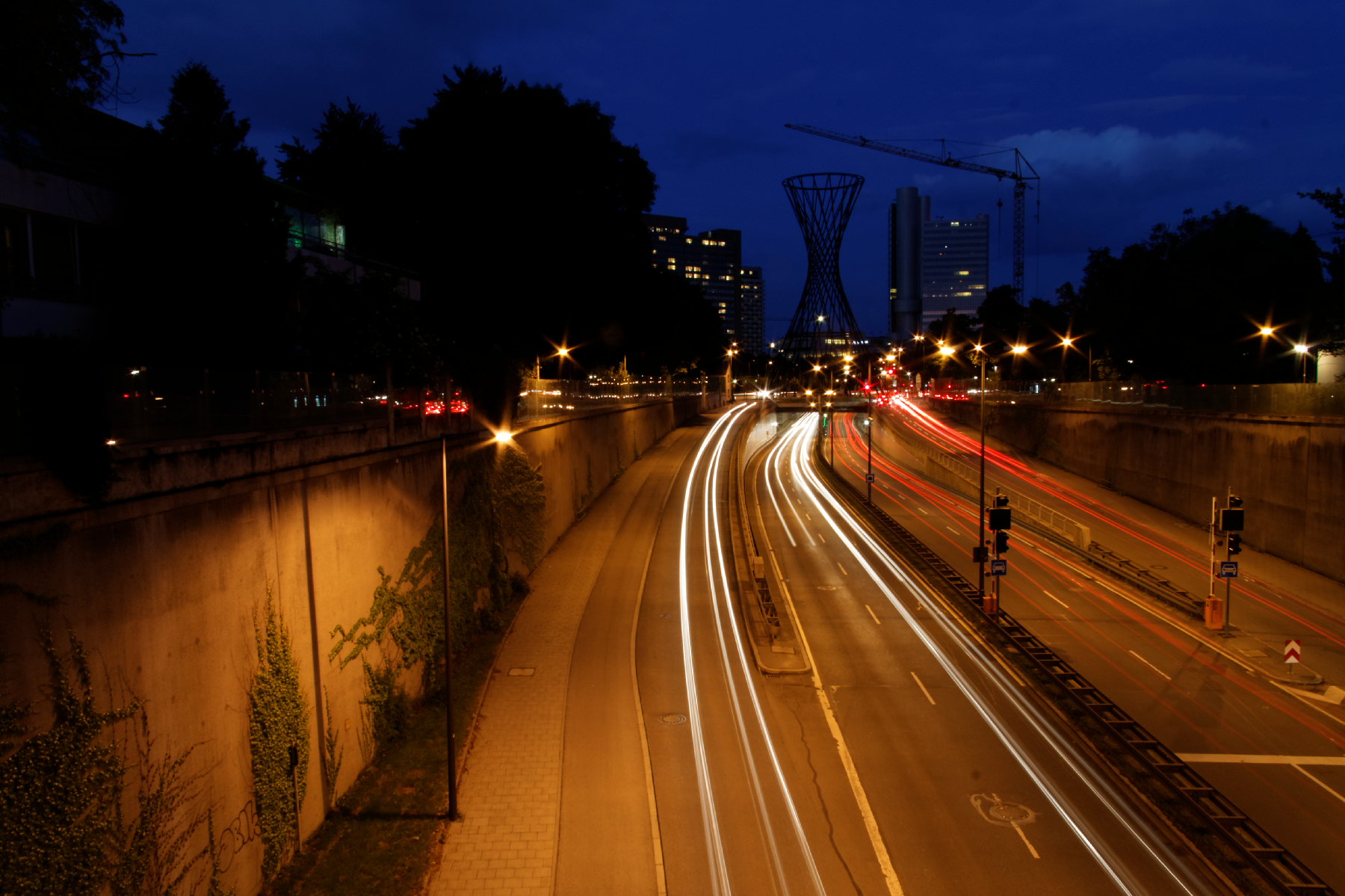
Zufahrt vom Isarring zum Effnertunnel bei Nacht

Der Tunnel wurde zunächst dreistreifig betrieben (zwei Fahrstreifen Richtung Nordwesten, einer Richtung Südosten). Dies hing mit den beengten Platzverhältnissen an der Baustelle Richard-Strauss-Tunnel zusammen. Erst mit der Eröffnung des Richard-Strauss-Tunnel am 20. Juli 2009 konnten alle Fahrstreifen des Tunnels voll genutzt werden.

## Sonstiges
- Die Eröffnung des Effnertunnels verbesserte die Verkehrssituation in diesem Bereich. Durch das höhere Verkehrsaufkommen im Berufsverkehr ist weiter nördlich eine neue Engstelle für den Straßenverkehr entstanden. Die Einmündung Ifflandstraße in den Isarring (Lage) wurde bis 2016 mittels einer Ampelanlage gesteuert, wodurch sich der Verkehr oft bis zum Effnertunnel und darüber hinaus zurückstaute. Durch den Ausbau dieses Einmündungsbereiches auf drei Fahrspuren konnte die Situation Ende 2016 entschärft werden. Eine weitere Ausbaumöglichkeit mit einer Untertunnelung des Englischen Gartens in diesem Bereich ist zurzeit (2017) in der Klärungsphase.[1]